# Robliza de Cojos
Robliza de Cojos ist ein westspanischer Ort und eine Gemeinde (municipio) mit 187 Einwohnern (Stand: 2024) in der Provinz Salamanca in der Region Kastilien und León. Neben dem Hauptort Robliza de Cojos gehören zur Gemeinde die Ortschaften San Fernando und Cojos de Robliza.

## Lage und Klima
Die ca. 820 m hoch gelegene Gemeinde Robliza de Cojos befindet sich im Süden der altkastilischen Hochebene (meseta). 
Die Stadt Salamanca ist knapp 29 Kilometer in ostnordöstlicher Richtung entfernt. Durch die Gemeinde führt die Autovía A-62. Das Klima im Winter ist durchaus kühl; die geringen Niederschlagsmengen (591 mm/Jahr) fallen – mit Ausnahme der nahezu regenlosen Sommermonate – verteilt übers ganze Jahr.

## Bevölkerungsentwicklung
| Jahr      | 1970 | 1981 | 1991 | 2001 | 2011 | 2021 |
| Einwohner | 422  | 295  | 239  | 208  | 241  | 198  |

Das kontinuierliche Bevölkerungsrückgang der Gemeinde basiert im Wesentlichen auf dem Fortzug der durch die Mechanisierung der Landwirtschaft und der Aufgabe bäuerlicher Kleinbetriebe arbeitslos gewordenen Landbevölkerung (Landflucht).

## Sehenswürdigkeiten
- Dominikuskirche (Iglesia de Santo Domingo de Guzmán)

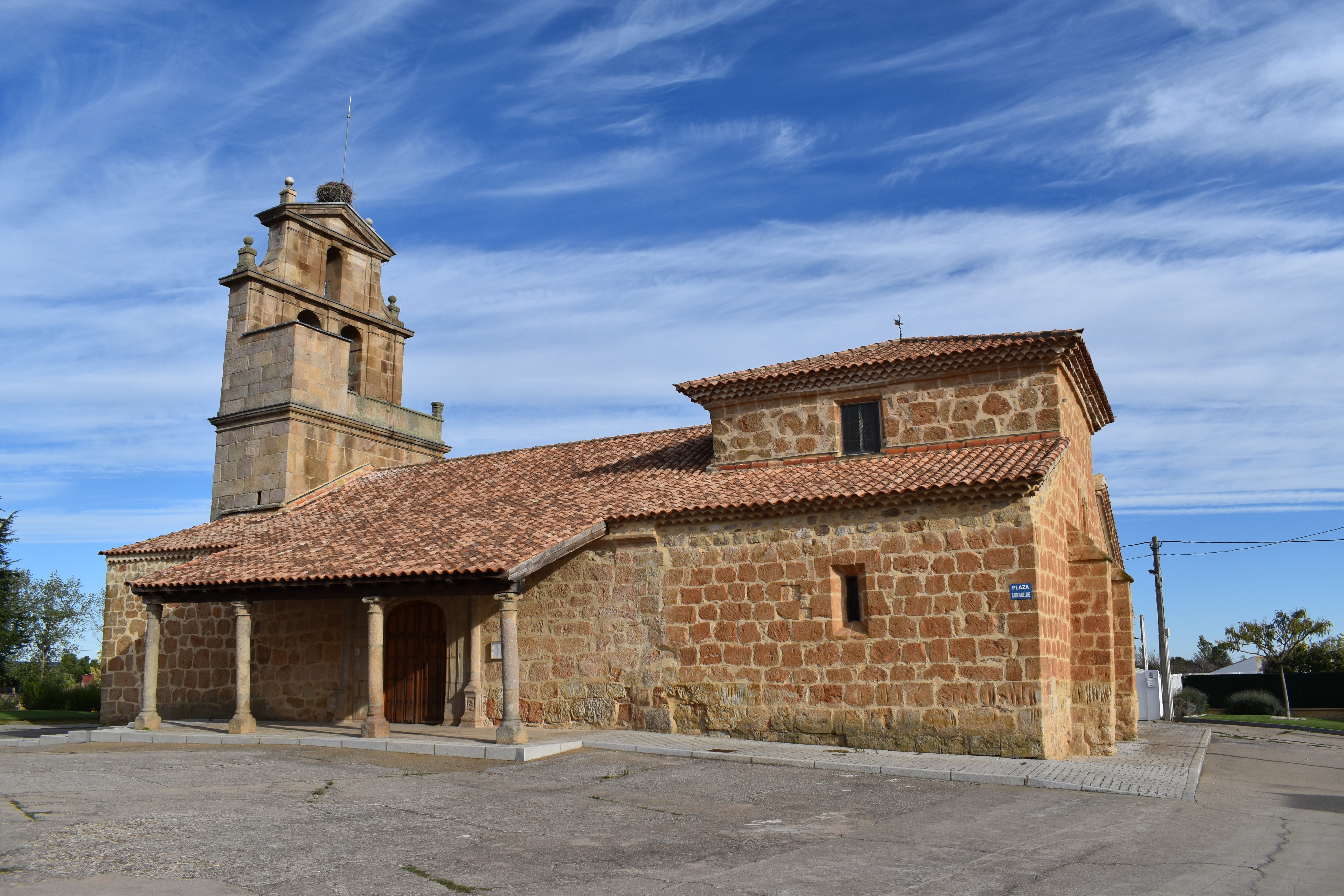
Dominikuskirche
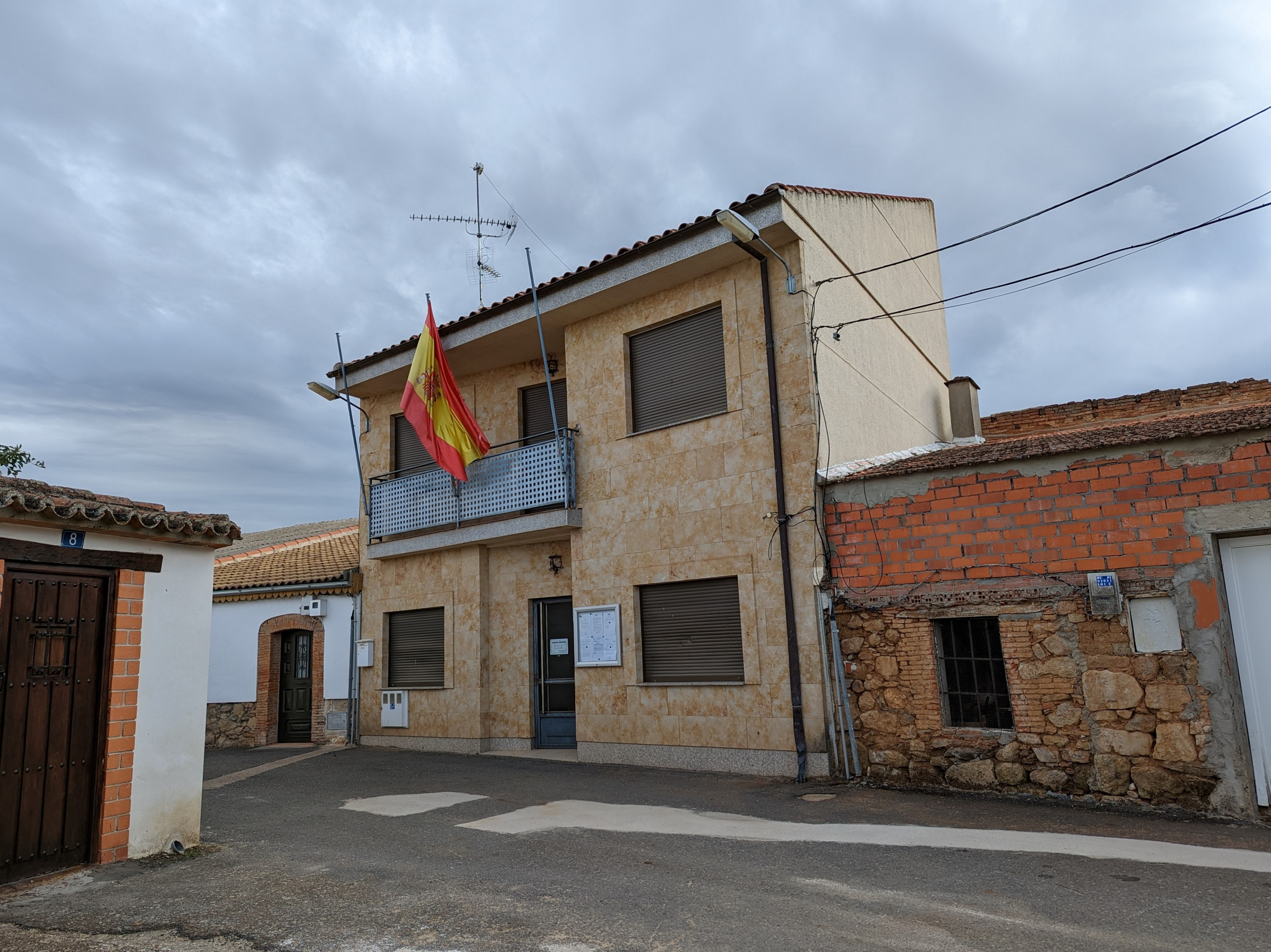
Rathaus